# Hylaeus vulgaris
Hylaeus vulgaris är en biart som beskrevs av Morawitz 1876. Hylaeus vulgaris ingår i släktet citronbin, och familjen korttungebin. Inga underarter finns listade i Catalogue of Life.